# Worms (település)
Worms (németül:  Worms) „megyei jogú város” Rajna-Pfalz tartomány délkeleti részén, a Rajna nyugati partján. A város Rajna–Neckar háromszögnek egyik fontos központja. A várost a kelták alapították, Kölnnel, valamint Trierrel vetekszik a Németország legidősebb városa címért.

## Története

### Alapításától a 9. századig
Wormsot a Nibelungok, és Luther városaként is nevezik. Emellett híres dómjáról is, mely a mainzi és a speyeri mellett a három császári katedrális egyike.

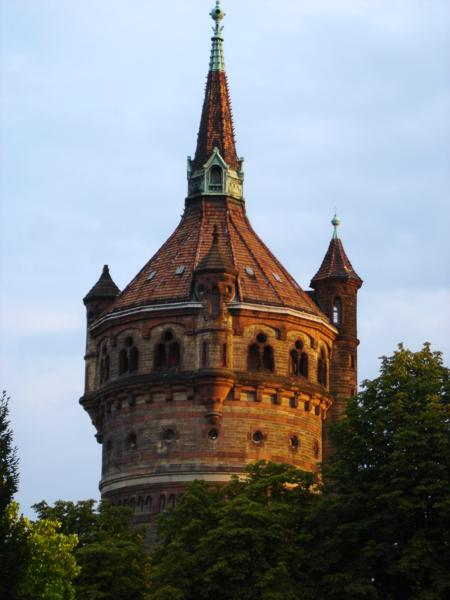
A wormsi víztorony

A város környékét már Kr. e. 5000 körül is lakták, földművesek és állattenyésztők. 1896 és 1951 között 25 sírt tártak fel a korai bronzkorból. A környék legrégebbi neve a kelta Borbetomagus volt,  (jelentése: Borbet földje) Később a rómaiak a várost 3.-ok, és 4.-ik században Vangionen Civitas Vangionumnak nevezték. A várost a 6., 7. század óta nevezik Wormsnak. A frank korban a városban püspökséget alapítottak, amelynek egyik püspöke, Berchtulf részt vett a 614-es párizsi zsinaton. A Karolingok uralkodása alatt Worms egy katonai központ volt, nem messze a királyi udvartól.

### A középkorban és az újkorban
Worms a 9. században még a karolingok egyik hatalmi központja volt, ám a Frank Birodalom felosztása után  veszített jelentőségéből. Csak a Száli-házzal kezdődött el a város legnagyobb virágzása. 1074-ben megszerezte a vámmentességet. 1076-ban a városban tartottak még egy birodalmi gyűlést, amelyen IV. Henrik király trónfosztottnak kiáltotta ki VII. Gergely pápát. Emiatt kiátkozták az egyházból – e gyűlésnek egyik következménye a császár híressé vált Canossa-járása lett.
Kiemelt szerep jutott a város zsidó közösségének, amely a 11. században (a mainzival és a speyerivel együtt) a birodalom legfontosabb közösségének számított. 1096-ban az első keresztes hadjárattal a városra rátört a zsidóüldözés. A sok halálos áldozatot követelő csapást a közösség hamar kiheverte. Ennek bizonyítéka az újjáépített zsinagóga a 12. századból.
1122-ben kötötték meg a wormsi konkordátumot. Ebben az időben született meg a városi alkotmány, amely egy önállóan működő városi tanácsot írt le a helyi polgárság képviselőjeként. 1125-ben, a Száli-ház bukásával a Staufok szorosan kötődni kezdtek a városhoz. 1184-ben Barbarossa Frigyes széles körű jogokat biztosított Wormsnak, ez a birodalmi város megalapításának is tekinthető. A 12. században a tényleges hatalomért harc kezdődött a püspök és a városi tanács között, amely a 16. századig tartott.

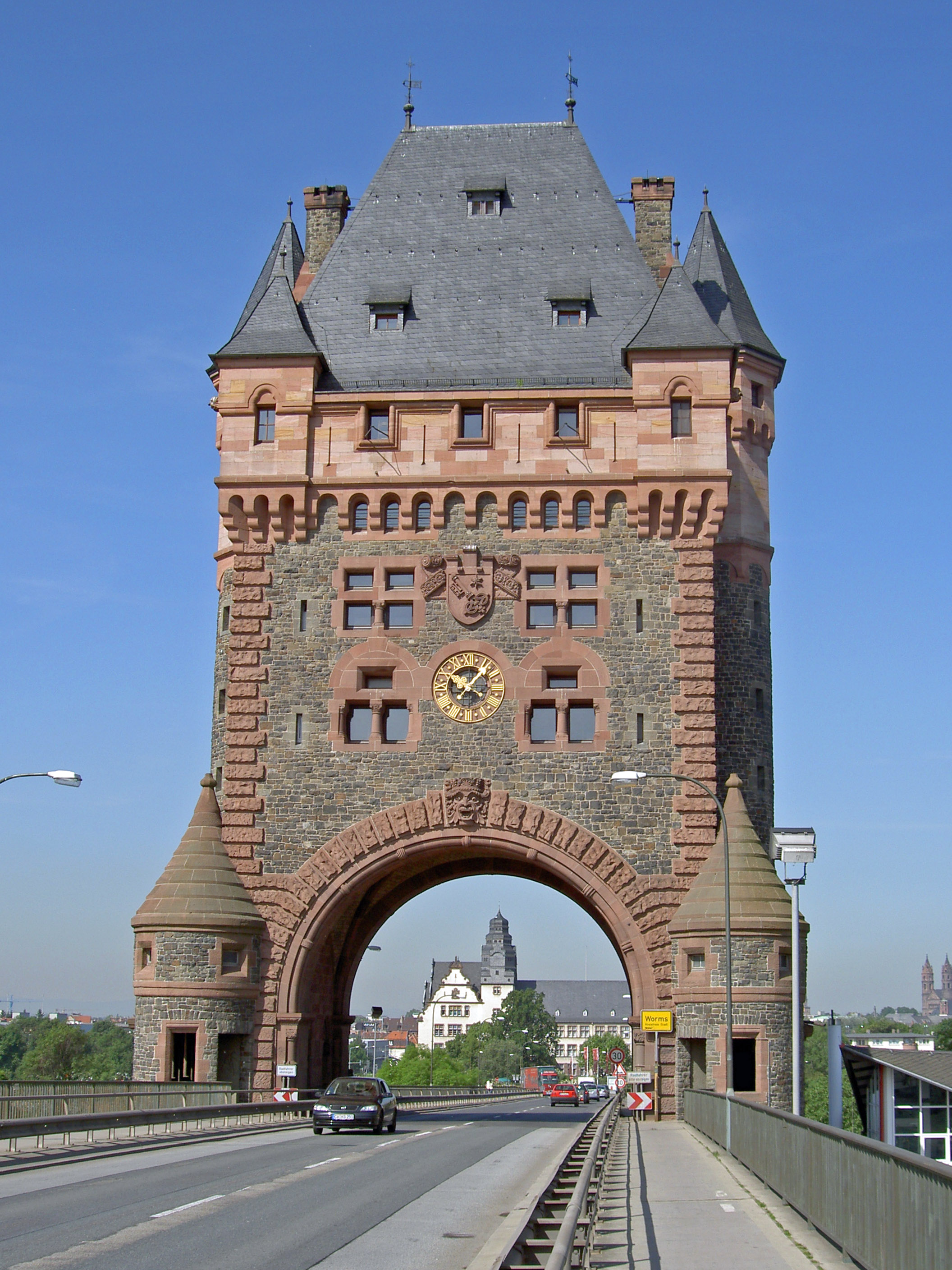
A Nibelungenbrücke hídtornya

Miksa császár uralkodása alatt, 1495-ben, újabb birodalmi gyűlést rendeztek, melyben eldöntötték a birodalmi adó, a birodalmi kamarai bíróság bevezetését. Ekkorra már túl volt a város a gazdasági virágzásának csúcspontján. A városi polgárság felkelése (1512/13) és a viszály Franz von Sickingennel (1515-19) tovább zilálták a város gazdasági helyzetét. A város, erre az időre bár hivatalosan szabad birodalmi város volt, de a püspök és a város lakosságát 30 és 50% között kitevő egyházi személyek (ide sorolták az egyház szolgálószemélyzetét is) hosszú tárgyalások után sikerült olyan külön jogokat biztosítaniuk maguknak, hogy a városi tanács hatásköre egyre szűkült. Emellett a 15. század során megerősödött a kurpfalzi őrgróf befolyása a városra (volt olyan időszak, amikor a speyeri és a wormsi püspöki méltóságot az őrgróf testvérei töltötték be).
Ahogy más városokban is, a szabadabb gondolkodásbeli lehetőségek miatt itt is gyorsan elterjedt a reformáció gondolatvilága. Ez felgyorsult az 1521-es wormsi birodalmi gyűlés után, ahol Luther Márton V. Károly császár előtt védte meg a wittenbergi 95 tételét. Worms a reformáció egyik központja lett. 1524-ben itt nyomtattak ki először evangélikus istentiszteleti szövegeket, és William Tyndale itt adta ki az első angol nyelvű Újszövetséget 1526-ban. A városi tanács kísérlete az 1525-ös parasztfelkelés során a püspöki „gondnokság” végleges levetésére azonban kudarcot vallott. Bár Worms evangélikus város lett (katolikusok 1792-ig nem lehettek tagjai a városi tanácsnak), a püspök és az egyházi személyek megtartották előjogaikat és a dómot.
1689-ben, a pfalzi örökösödési háború során XIV. Lajos francia király csapatai lerombolták a várost. 1792-ben a francia forradalom háborúiban francia kézre került, 1814-ig, a napóleoni háborúk végéig Franciaországhoz tartozott. 1816-tól a Hesseni Nagyhercegség része volt, az egységes Német Birodalom létrejöttéig.

### A 20. században

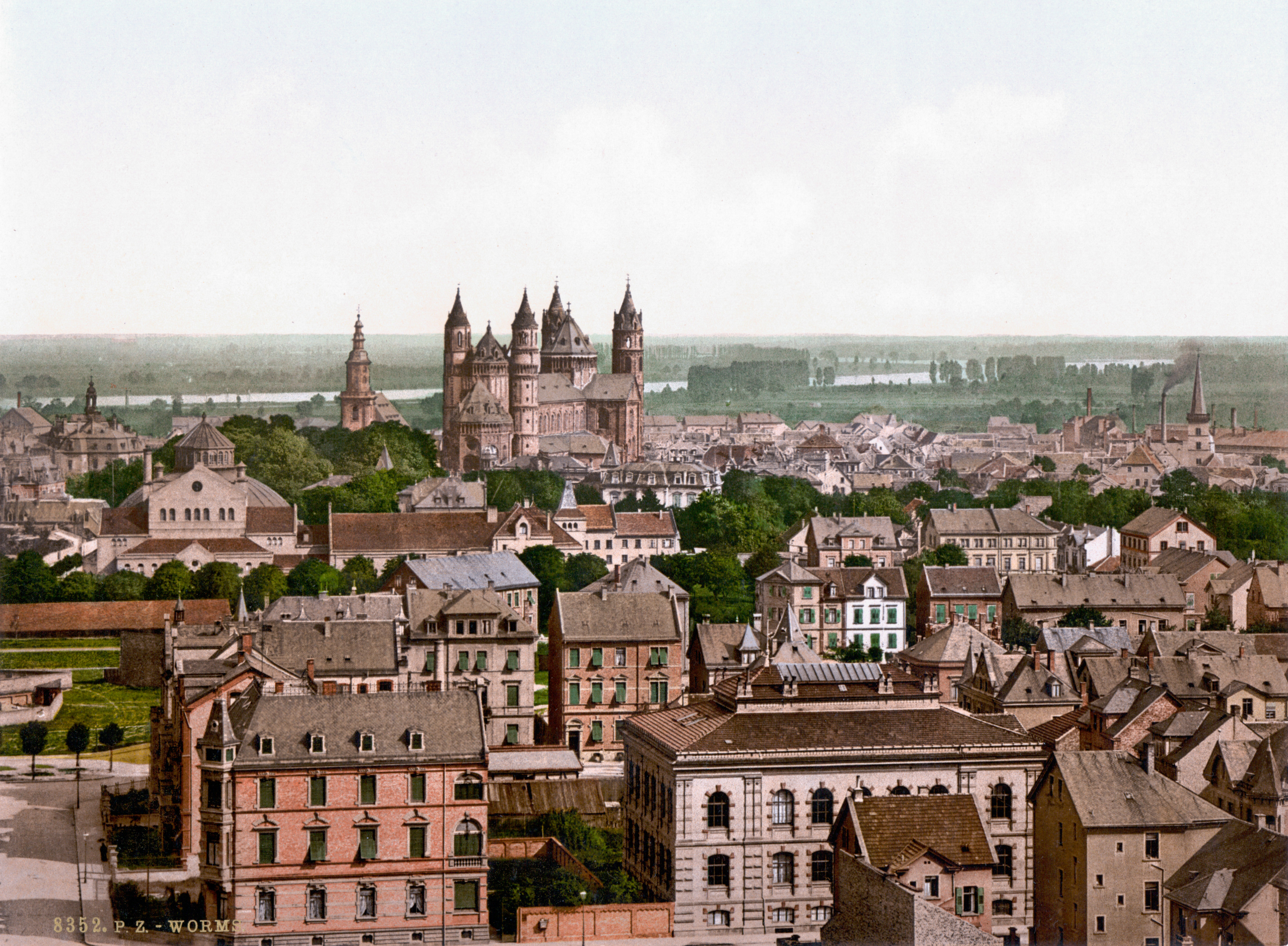
Worms 1900-ban

A második világháborúban két szövetséges légitámadás után (1945. február 21., 1945. március 18.) a város szinte teljesen romba dőlt. A támadás során néhány perc alatt összesen 1100 tonna bombát dobtak le a belvárosra. Ezalatt 239-en meghaltak, 35 ezer ember vált hajléktalanná az akkori 58 ezres lakosságból. Összesen 6490 épület sérült meg súlyosan, vagy vált rommá. A háborúban nagyrészt elpusztult belvárost modern stílusban építették újjá.

## Közlekedés

### Közúti közlekedés
A várost érinti az A61-es és az A6-os autópálya.

## Vallások
A város lakosságának 39%-a evangélikus (34 000), 30%-a római katolikus (25 000), 19%-a nem vallásos (16 000), 8%-a egyéb vallású (7000), végül 4%-a felekezet nélküli (3000).

## Politikai élete
A városi tanácsban a SPD-nek van a legnagyobb frakciója, a polgármester Michael Kissel (SPD).
Frakciók:
| év   | SPD | CDU | FDP | Grüne | Linke | FWG-BF | NPD | Gesamt      |
| ---- | --- | --- | --- | ----- | ----- | ------ | --- | ----------- |
| 2014 | 18  | 17  | 3   | 6     | 2     | 5      | 1   | 52 mandátum |
| 2009 | 20  | 17  | 6   | 4     | 2     | 3      | –   | 52 mandátum |
| 2004 | 19  | 21  | 3   | 4     | 0     | 5      | –   | 52 mandátum |

## Címere
Egy vörös pajzs közepén egy ezüst színű kulcs van, jobbra pedig egy arany színű ötágú csillag található a címeren. A régebbi címeren csak a kulcs szerepelt, 1890-től használják a mai címert.

## Látnivalók
- Szent Péter dóm
- Hagen-szobor
- Városi park
- Állatkert
- Víztorony
- Nibelungenbrücke (Nibelung híd)
- 2021 óta a zsinagóga(wd) és zsidó temető(wd) a Speyer, Worms és Mainz zsidó öröksége(wd) világörökségi helyszín része.[2]

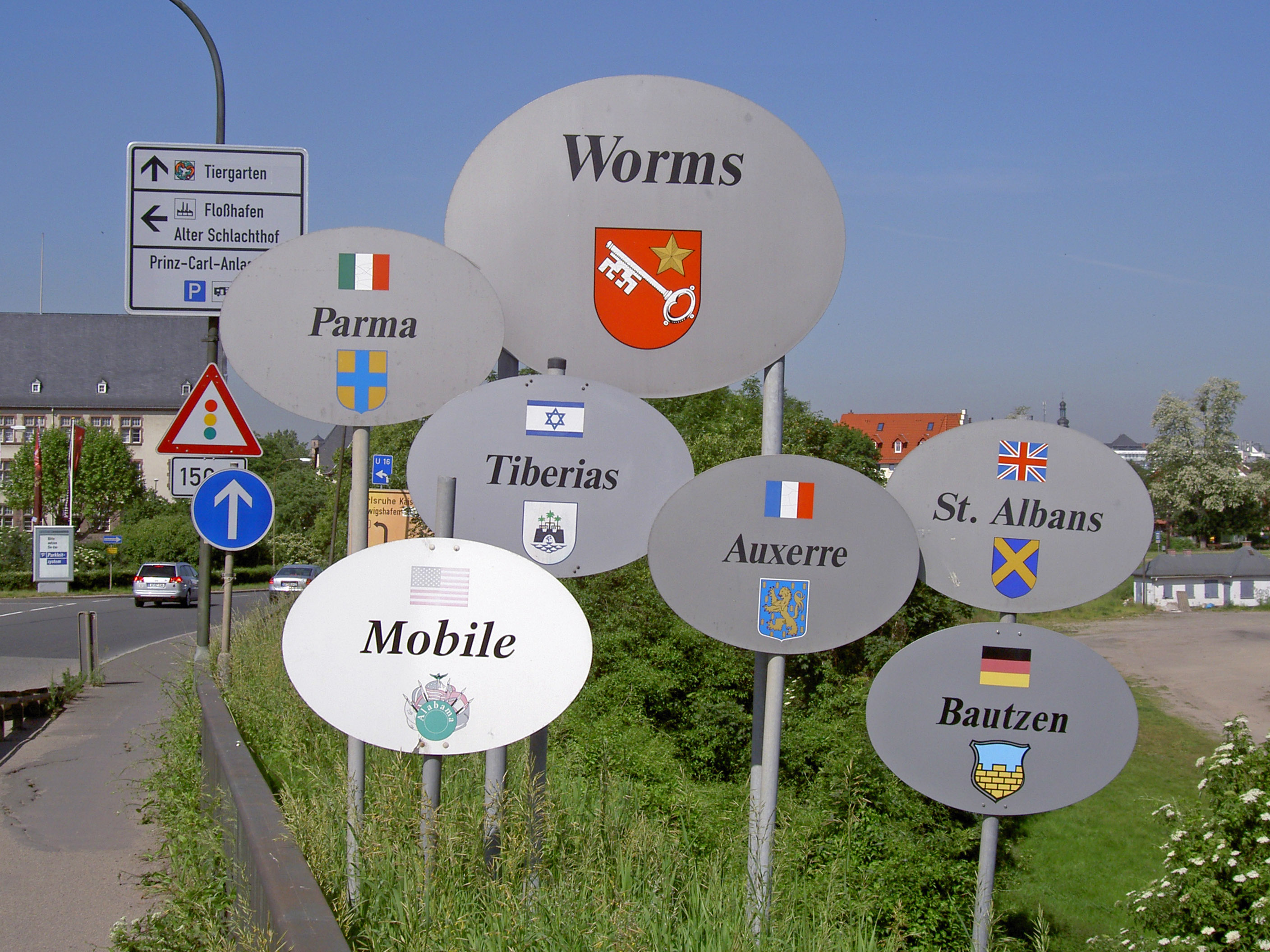
A partnervárosok címerei

## Testvérvárosok
Hat várossal ápol Worms baráti kapcsolatot:
- St. Albans, Egyesült Királyság
- Auxerre, Franciaország
- Parma, Olaszország
- Tiberias, Izrael
- Bautzen, Németország
- Mobile, Alabama állam, USA